# Match Made in Heaven
Match Made in Heaven is de achttiende aflevering van het zesde seizoen van de televisieserie ER, die voor het eerst werd uitgezonden op 13 april 2000.

## Verhaal
Dr. Carter krijgt een brief onder ogen die bestemd is voor Lucy Knight, dit brengt hem weer in mineur. Ondertussen krijgt hij een bouwvakker onder behandeling en hij vermoedt dat deze niets mankeert ondanks diens klachten. Dr. Carter baalt flink als later blijkt dat de patiënt wel degelijk iets ernstigs mankeert.
Dr. Greene zorgt nu voor zijn snel aftakelende vader in zijn huis terwijl zijn vader nog steeds naar een zorghotel wil.
Hathaway plaatst haar twee dochters op een dagverblijf. Zij biecht aan dr. Greene op dat zij een bericht heeft gekregen van dr. Ross, hij wil dat zij en hun dochters naar Seattle verhuizen.
Dr. Romano neemt de leiding over de SEH op zich nadat hij dr. Weaver geschorst heeft.
Lockhart behandelt een moeder met vijf kinderen die weer zwanger is en een abortus overweegt. Later blijkt dat zij een abortus wil omdat zij zwanger is van een zoon en zij wil alleen maar meisjes, dit tot woede van Lockhart.
Dr. Finch vraagt chirurgisch advies aan dr. Corday en haar antwoord bevalt haar niet. Hierna gaat dr. Finch, tot woede van dr. Corday, achter haar rug om naar dr. Benton voor nieuw advies.

## Rolverdeling

### Hoofdrollen
- Anthony Edwards - Dr. Mark Greene
- John Cullum - David Greene
- Noah Wyle - Dr. John Carter
- Alex Kingston - Dr. Elizabeth Corday
- Eriq La Salle - Dr. Peter Benton
- Michael Michele - Dr. Cleo Finch
- Goran Višnjić - Dr. Luka Kovac
- Paul McCrane - Dr. Robert Romano
- Erik Palladino - Dr. Dave Malucci
- Ming-Na - Dr. Jing-Mei Chen
- Randy Lowell - Dr. Dan Shine
- Julianna Margulies - verpleegster Carol Hathaway
- Maura Tierney - verpleegster Abby Lockhart
- Yvette Freeman - verpleegster Haleh Adams
- Conni Marie Brazelton - verpleegster Connie Oligario
- Laura Cerón - verpleegster Chuny Marquez
- Gedde Watanabe - verpleger Yosh Takata
- Lily Mariye - verpleegster Lily Jarvik
- Montae Russell - ambulancemedewerker Dwight Zadro
- Brian Lester - ambulancemedewerker Brian Dumar
- Emily Wagner - ambulancemedewerker Doris Pickman
- Kristin Minter - Randi Fronczak
- Demetrius Navarro - Morales

### Gastrollen (selectie)
- Michael Cavalieri - Mr. Fazio
- Matt Doherty - Eli Emerson
- Joel McKinnon Miller - Mr. Emerson
- Kerri Green - Lynn Parker
- Bradley Gregg - Ken Parker
- Scotty Leavenworth - Wyatt Parker
- Connor Matheus - Ian Parker
- Sam Vlahos - Pablo
- Dan Lauria - Rick Simpson
- Judy Jean Berns - Mrs. Fredriksson